# Francis Drake
Francis Drake (Tavistock, Devon, c. 1540 – Portobelo, Colón, 28 de janeiro de 1596) foi um capitão inglês, vice-almirante do Reino da Inglaterra, corsário e um navegador famoso, e um político da era elisabetana. Isabel I da Inglaterra condecorou Drake como cavaleiro em 1581. Ele foi o segundo em comando da frota inglesa contra a Invencível Armada em 1588, subordinado apenas a Charles Howard e à própria rainha. Morreu de disenteria em janeiro de 1596, depois de um ataque fracassado a San Juan, Porto Rico.
Suas façanhas eram lendárias, tornando-o um herói para os ingleses, mas um pirata para os espanhóis, a quem ele era conhecido como El Draque, 'Draque' sendo a pronúncia espanhola 'Drake'. Seu nome em latim era Franciscus Draco ("Francis the Dragon"). O rei Filipe II de Espanha ofereceu uma recompensa por sua vida de 20 000 ducados, cerca de £ 4 000 000 (US$ 6,5 milhões) pelos padrões modernos. Entre outras coisas, é famoso por ter sido o primeiro inglês a realizar uma volta ao mundo, em 1577-1580.

## Biografia
Era o mais velho de doze irmãos, filho de Edmund Drake (1518-1585), um agricultor protestante, e de Mary Mylwaye. 
Francis Drake começou seu legado como corsário, trabalhando para a rainha Isabel I da Inglaterra em 1568. 
A rainha o havia contratado por suas habilidades marítimas, para que então pudesse enviá-lo a fazer alianças, criar novas rotas, explorar e trazer dinheiro para a coroa.
Junto a Francis Drake, foram contratados grandes navegadores ingleses: John Winter e Thomas Doughty. O trio partiu de Plymouth, no dia 15 de novembro de 1577, porém Drake não gostava da ideia de dividir o poder com mais dois homens. Logo as diferenças dos capitães os fizeram fracos e desuniu a tripulação. Controlando a situação com mão forte, Drake conseguiu unir todos os tripulantes e emergiu como o verdadeiro líder.
Primeira Tentativa
Logo no primeiro dia de viagem, os navegadores enfrentaram uma terrível tempestade marítima. Drake decidiu parar e esperar o tempo melhorar, ancorando próximo ao porto de Falmouth, ainda na Grã-Bretanha. Ao final da tempestade, o Pelican ficou seriamente danificado, e os três comandantes foram obrigados a voltar a Plymouth para fazer reparos na embarcação.
Saída de Plymouth,
O trio saíra de Plymouth com cinco embarcações:
- Pelican, de 18 canhões e 100 toneladas;
- Elizabeth, de 16 canhões e 80 toneladas;
- Marygold, de 10 canhões e 30 toneladas;
- Swan, embarcação de suprimentos de 50 toneladas;
- Christopher, de 15 toneladas.

Partiram todas as embarcações sob o comando de Drake, o que seria uma expedição para o Nilo logo se revelara ser outro destino. Drake queria comandar a navegação para o oceano Pacífico pelo estreito de Magalhães, lugar de má fama que causou contenda na tripulação.
Ainda no Atlântico oriental, Drake capturou um navio mercante português e obrigou seu capitão, que conhecia bem as áreas próximas ao Brasil e o estreito de Magalhães, a ficar com eles e ajudá-lo a navegar naquela região. O navegador português permaneceu com Drake durante 15 meses. A flotilha então atravessou o Atlântico, via ilhas do Cabo Verde, até à costa do Brasil.

## Pirataria

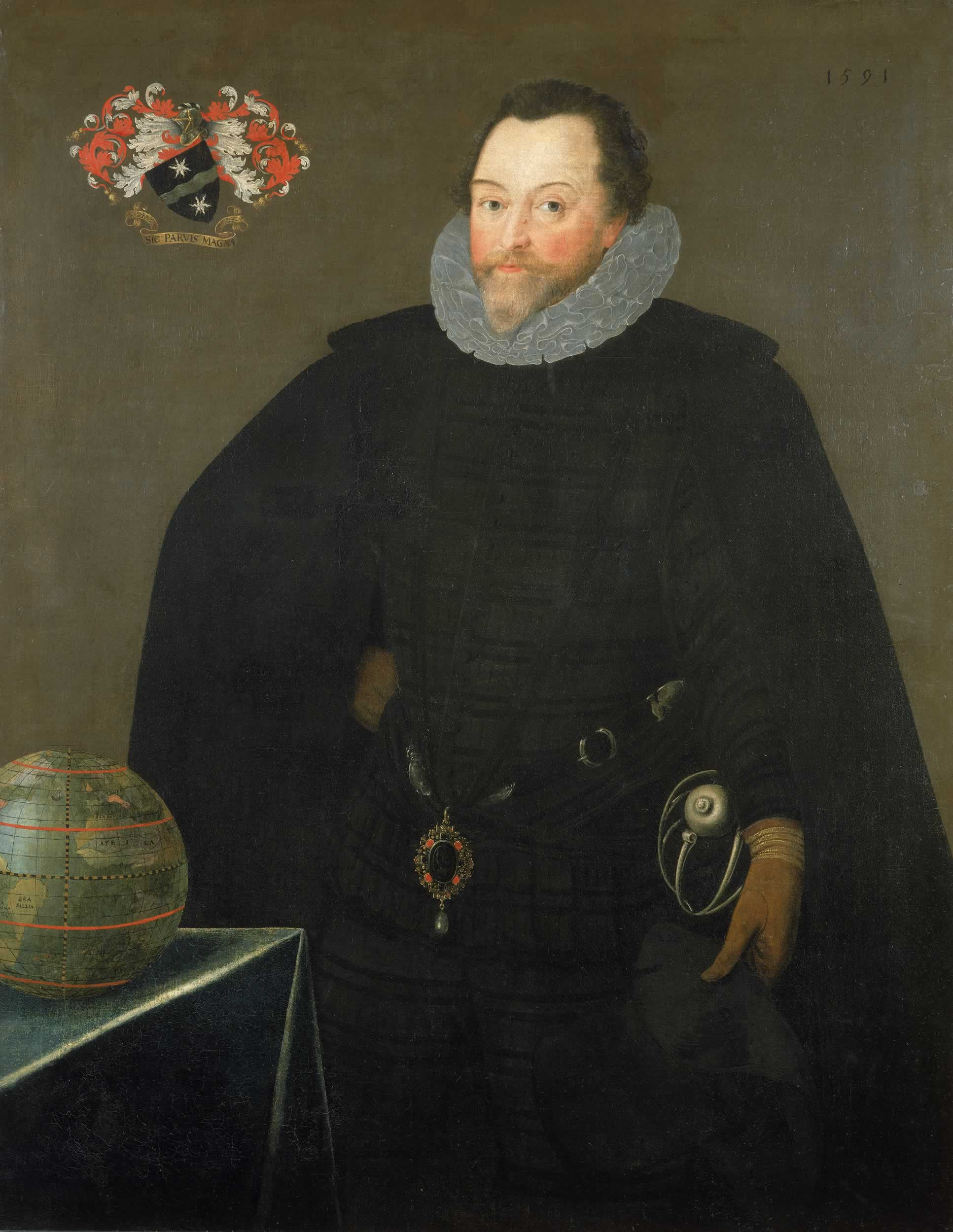
Sir Francis Drake (1591), obra de Marcus Gheeraerts, o Jovem, no National Maritime Museum

Ficou conhecido por sua luta obstinada contra Filipe II da Espanha e por ter sido o primeiro dos grandes da marinha inglesa. Fez pirataria no Caribe contra navios e possessões espanholas, viajou ao longo da América do Norte e foi o primeiro comandante inglês a circum-navegar o mundo.
Alguns historiadores afirmam que teria sido filho bastardo de Isabel I de Inglaterra. Chegou a capitão de navio aos vinte anos de idade. Dois anos mais tarde foi atacado e derrotado pela armada espanhola, perdendo o navio e quase perdendo a vida, o que lhe legou um ressentimento profundo aos espanhóis.
Em 1577, a rainha enviou Drake numa expedição para atacar os espanhóis ao longo da costa do Pacífico nas Américas. Drake partiu no Golden Hind (Corça Dourada), atravessou o estreito de Magalhães, devastou os territórios espanhóis das costas ocidentais da América, tomou posse da Califórnia (a que chamou "Nova Albion"), e regressou à Europa via Índias Orientais pela rota do cabo da Boa Esperança tendo completado a segunda circum-navegação do mundo (1580). O seu golpe mais famoso foi o ataque ao galeão espanhol Cacafuego (1579) ao largo da costa do Panamá.
Em 1588, liderou a armada inglesa na defesa ao ataque da Invencível Armada, da qual capturou ou afundou cinco navios.
Às 04h00 do dia 28 de janeiro de 1596 a bordo do Defiance, Sir Francis Drake morreu de disenteria com cerca de 55 anos. No dia seguinte (29), ele foi enterrado no mar, próximo a Portobelo, num caixão de chumbo, ao som de trombetas e canhões. Segundo uma lenda, o seu corpo foi lançado ao mar trajando uma armadura de ouro de dezoito quilates, com sua espada, também de ouro.

## Cultura popular
Seu nome é mencionado com extrema importância nos jogos da série Uncharted, desenvolvida pela Naughty Dog, principalmente na história de Drake's Fortune e Drake's Deception tendo vários textos escritos pelo capitão Drake.